# Настільний теніс

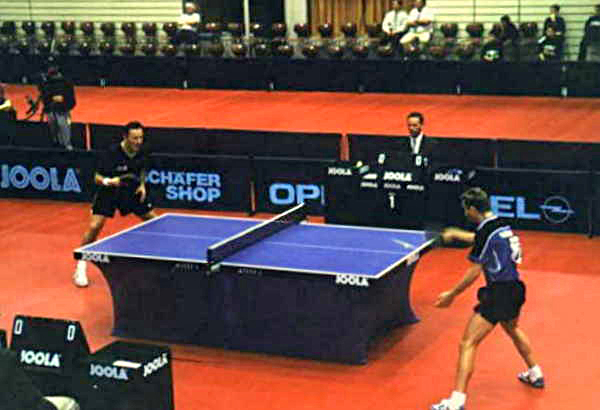
Гра в настільний теніс

Настільний теніс — олімпійський вид спорту, у якому використовують спеціальні ракетки та ігровий стіл, розмежований сіткою навпіл. Гра може проходити між двома суперниками або двома парами суперників. Завданням гравців є утримання м'яча в грі за допомогою ракеток — кожен гравець після одного відскоку м'яча на своїй половині столу повинен відправити м'яч на половину столу суперника. Очко нараховується гравцеві, коли суперник не може повернути м'яч відповідно до правил. За сучасними міжнародними правилами, кожна партія триває до 11 очок. Матч складається з непарної кількості партій і грається на більшість перемог у партіях.

## Опис
Гра відбувається на спеціальному столі розміром 2,74 метри (9 футів) на 1,525 метра (5 футів). Висота столу — 76 см (30 дюймів). Стіл звичайно зроблений з ДСП або подібного матеріалу і пофарбований у зелений, темно-синій або чорний колір. Стіл ділиться навпіл сіткою заввишки 15,2 см (6 дюймів). Гра ведеться ракетками, що зроблені з дерева, покритого одним чи двома шарами спеціальної гуми з кожного боку. М'яч для настільного тенісу зроблений з целулоїда або іншої пластмаси. Розмір м'яча — 40 мм у діаметрі, вага — 2,7 г. М'яч повинен бути пофарбований у жовтогарячий або білий колір.
Гра проходить між двома гравцями, або між двома командами з двох гравців.
Кожен розіграш м'яча закінчується присвоєнням одного очка тому чи іншому гравцеві (команді). За сучасними міжнародними правилами, встановленими у 2001 році, кожна гра триває до 11 очок, хоча гра до 21 очка все ще популярна на непрофесійному рівні. Матч складається з непарної кількості ігор (звичайно п'яти або семи).
У цього спорту є безліч переваг, як-от розвиток уваги та реакції, пришвидшення рухів. Завдяки йому добре працює дрібна моторика. Є велика ймовірність покращення почерку, бо під час гри дуже добре працюють кисті, зміцнюються зап'ястя і м'язи верхніх кінцівок.

## Історія
Більшість фахівців вважає, що настільний теніс з'явився в Англії як різновид великого тенісу.
Можливо, що настільний теніс виник у США, Індії або Південній Африці (передбачається, що в останніх двох країнах у настільний теніс почали грати відряджені туди британські офіцери).
Незабаром гра з відкритого повітря перейшла в приміщення — грали на підлозі. Пізніше з'явилася гра на столах. Простий інвентар, а головне невеликі розміри майданчика дозволяли грати де завгодно.
Тоді не було визначених правил. М'ячі робилися з ниток, книги, розставлені на столі, були сіткою, а шматки товстого картону були ракетками.
Досить довго гра використовувалася не як вид спорту, а тільки як засіб для проведення вільного часу й активного відпочинку.
Наприкінці вісімдесятих років XIX століття гра стала популярною багато в чому через конкуренцію серед виробників інвентарю, яка сприяла вдосконаленню ракеток і м'ячів. Основним їхнім виробником була американська фабрика братів Паркер, штат Массачусетс. Ця фабрика робила й експортувала до Англії все для гри в «Теніс для приміщень». Однак і англійські компанії, такі як Ayres Ltd. (вони рекламували цей вид спорту як «Мініатюрна гра в лауніверситетеніс у приміщеннях»), отримали власні патенти.
М'ячі виготовляли з гуми або корку, їх часто зашивали в тканину. Ракетки не були стандартизовані. Безсумнівно, головним удосконаленням став порожнистий м'яч. Ось одна з версій його виникнення:
1900 року гравець на ім'я Джеймс Ґібб в Америці натрапив на маленькі порожнисті кольорові кульки — дитячі іграшки. Після повернення до Англії він спробував подібну порожнисту кульку на столі і виявив, що вона має величезну перевагу над цілісною.
Поступово стала змінюватися форма ракетки. З'явилися фанерні ракетки, їхня вага зменшилась майже втричі.
Стали застосовуватись і нові матеріали для обклеювання ігрової поверхні: пергамент, шкіра, велюр та ін. Змінювались і правила гри.
В Англії пінг-понг як спорт визнали ще на початку 1900 року, коли було проведено перше офіційне змагання. З Англії гра прийшла в Австро-Угорщину, потім у Німеччину.
1901 року офіційний турнір відбувся в Індії. Його можна вважати першим міжнародним змаганням. Переміг один із найкращих гравців того часу індійський спортсмен Нандо.
Назву «пінг-понг» було зареєстровано у 1901 році Джоном Джаквесом і продано братам Паркер. Назву утворено зі сполучення двох звуків: Пінг — звук м'яча, коли він ударяється в ракетку, та Понг — коли м'яч відскакує від столу.
Особливо помітний поштовх розвитку настільного тенісу дала поява пористої, губчатої гуми (губки), яку стали застосовувати як накладку на ракетку. 1902 року Е. К. Гуд обклеїв свою ракетку гумою, що дозволило йому закручувати м'яч.
З 1904 до 1921 року популярність настільного тенісу в Європі й Америці знижується, багато в чому через монополію братів Паркер і Джона Джаквеса на інвентар і правила гри.
1926 року засновано Міжнародну Федерацію Настільного Тенісу (ITTF).
З появою губки (1930 р.) гра стала різноманітнішою, бо завдяки щільному зчепленню ракетки з м'ячем стало можливим додавати йому сильні обертання.
Змінилася траєкторія польоту м'яча, відкрилася можливість грати активно й тоді, коли він вже опускався нижче сітки.
Спортсмени, що грають у захисному стилі, тепер повинні були далеко відходити від столу і швидко повертатися до нього. Гра ставала динамічнішою. Інтерес глядачів до змагань значно зріс, змагання на першість світу в Лондоні 1935 року щодня спостерігали до 10 тисяч чоловік.
1936 року конгрес ITTF ухвалив рішення про зміну назву гри. Замість старої назви пінг-понг з'явився настільний теніс.
Головною зміною в правилах гри можна вважати зниження висоти сітки (від 17 до 15,25 сантиметрів), а також встановлення визначеної висоти ігрової поверхні столу — 76 сантиметрів від підлоги. Було також заборонено під час подачі підкручувати м'яч пальцями.
З 1930 до 1951 року серед переможців змагань переважають представники Угорщини. З 1951 року найкращі результати показують представники Азійських країн (Японія, Корея, Китай).
З 1952 року, з першості світу в Бомбеї, почалася нова епоха настільного тенісу, пов'язана з виходом на міжнародну арену японських спортсменів.
Японці ввели не тільки новий вид покриття ракетки, але й своєрідний хват. Система ведення гри виявилася незвичайною, вони виконували один основний елемент техніки — накат праворуч, який було доведено до віртуозної точності. Інший елемент — відмінне володіння подачами. Безпосередньо на подачах японські гравці в кожній партії вигравали від 4 до 10 очок. Японських гравців відрізняла висока фізична підготовленість, що дозволяла стрімко переміщуватись, миттєво завдавати удари. У Бомбеї чемпіоном світу серед чоловіків став Сато. Чоловічі парні змагання виграли Фудзі і Хаясі. У жіночих парних змаганнях — Нарахара і Нісімура.
З 1954 до 1957 року гідний опір японським тенісистам робили тільки представники жіночої команди Румунії. Стиль європейських спортсменів став змінюватись. Щоправда, більшість гравців ще дотримувалася захисної манери, але гра стає все енергійнішою, винахідливішою.
В ITTF зареєстровано близько 130 країн. Чемпіонати світу з настільного тенісу почали проводитись щороку, починаючи з 1926 (за винятком 1940—1946 років), а з 1957 року — раз у два роки. Чемпіонати Європи проводяться з 1958.
1988 року настільний теніс стає Олімпійським видом спорту (Сеул, Південна Корея).
Сьогодні більш ніж 40 мільйонів гравців щорічно беруть участь в офіційних турнірах в усьому світі.

## Правила гри
Гра полягає в перекиданні м'яча ударами ракетки через сітку, натягнуту впоперек столу. Грати можуть двоє або четверо.
Мінімальні розміри приміщення для 1 столу — 7,7 на 4,5 м.
Для гри необхідно мати: стіл, сітку, ракетки, м'яч.
Гра починається з подачі м'яча одним із гравців (за жеребом). Після удару ракеткою по м'ячу він повинен відскочити від столу на стороні того, хто подає, перелетіти через сітку, не зачепивши її, та торкнутися столу на іншій стороні. Під час подачі гравець, а також його ракетка й м'яч, повинні знаходитись за задньою лінією столу.
Подача вважається неправильною, якщо м'яч подано над столом або з ходу (з 1 вересня 2002 р. — подача регламентується новими правилами). Якщо м'яч під час подачі відскочив від столу на стороні того, хто подає, перелетів через сітку, зачепивши її або стійки сітки, і торкнувся столу на іншій стороні, то проводять повторну подачу, а очко не зараховують. Кількість повторних подач не обмежена.
Гравець, що приймає, повинен відбити м'яч, що відскочив на його стороні, назад на сторону гравця, який подав; той, у свою чергу, відправляє його на сторону того, хто приймає, і так продовжується доти, доки хто-небудь із гравців не припуститься помилки. Кожна помилка дає супротивнику 1 очко.
Гравець виграє очко, якщо супротивник:
- неправильно подасть м'яч;
- відіб'є м'яч з льоту до його дотику до столу;
- відіб'є м'яч за межі столу;
- не зможе прийняти правильно надісланий м'яч;
- відбиваючи м'яч, зачепить його ракеткою більше одного разу або піймає м'яч на ракетку, а потім кине його;
- торкнеться м'яча під час розіграшу будь-якою частиною тіла, що знаходиться над столом, або зачепить сітку, стійку столу.

Після кожних 2 очок (до 1 вересня 2001 р. — кожні 5 очок) подача переходить до гравця, що приймає.
Партія вважається виграною після того, як один з гравців набере 11 очок (до 1 вересня 2001 р. — набере 21 очко) за переваги не менше ніж у 2 очки. За рахунку 10:10 (до 1 вересня 2001 р. — за рахунку 20:20) подачі чергуються після кожного очка. Після кожної партії гравці міняються сторонами і черговістю подач. Гра складається з 5 або 7 партій (до 1 вересня 2001 р. — кількість партій становила 3 або 5)

### Стіл

Тенісний стіл

Тенісний стіл — спеціальний стіл, розділений сіткою на дві половини. Має розміри, які є міжнародним стандартом: довжина 274 см, ширина 152,5 см, висота 76 см.
Ігрова поверхня включає в себе верхні кромки (кути) столу, вертикальні сторони цих крайок ігровою поверхнею не рахуються.
Ігрова поверхня може бути з будь-якого матеріалу і повинна забезпечити однаковий відскок близько 23 см під час падіння на неї стандартного м'яча з висоти 30 см. Поверхня столу розділяється на дві половини вертикально — сіткою. Ігрова поверхня столу повинна бути матовою, однорідного темного забарвлення. Уздовж кожної кромки столу повинна йти розмітка — біла лінія шириною 20 мм. При використанні столу для парної гри посередині стола наноситься біла лінія шириною 3 мм, перпендикулярна сітці.

### Сітка
Комплект сітки складається з самої сітки, підвісного шнура і опорних стійок разом з їх кріпленням до поверхні столу.

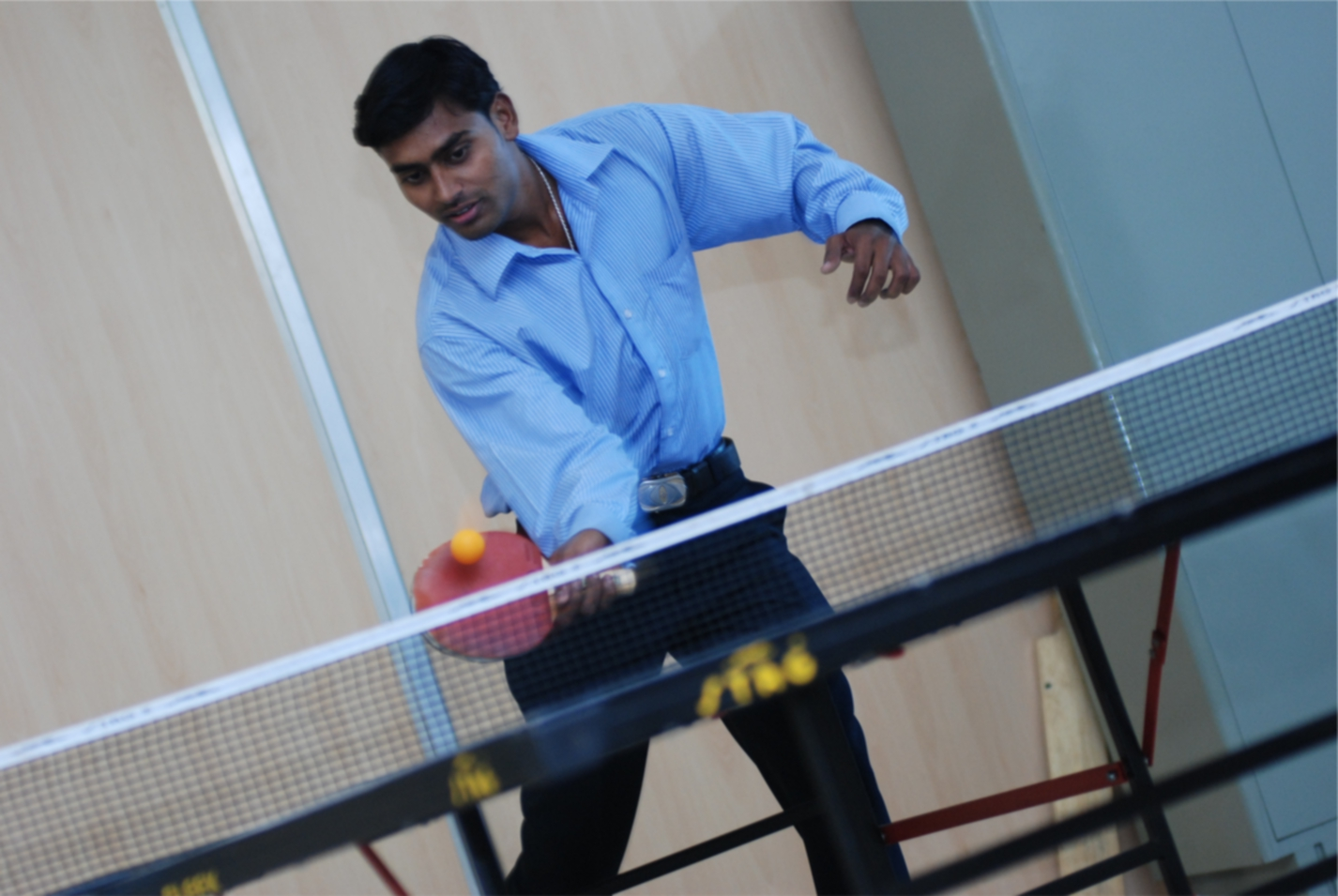
Сітка для настільного тенісу

Сітку за допомогою шнура і стійок встановлюють так, щоб її верхній край знаходився на висоті 15,25 cм від поверхні. За бічні лінії столу сітка не повинна виступати більш ніж на 15,25 cм.

### М'яч
М'яч для настільного тенісу виготовляється з целулоїду або подібної пластмаси. Діаметр м'яча 4 см, маса 2,7 г. М'яч може бути білого або оранжевого кольору, обов'язково матовий. Починаючи з 2007 року м'ячі іншого кольору на міжнародних змаганнях не використовуються. До 2003 року застосовувалися м'ячі діаметром 38 мм; причина збільшення розміру — занадто велика швидкість м'яча, що викликала незручності для суддівства і не сприяла чіткому баченню гри.

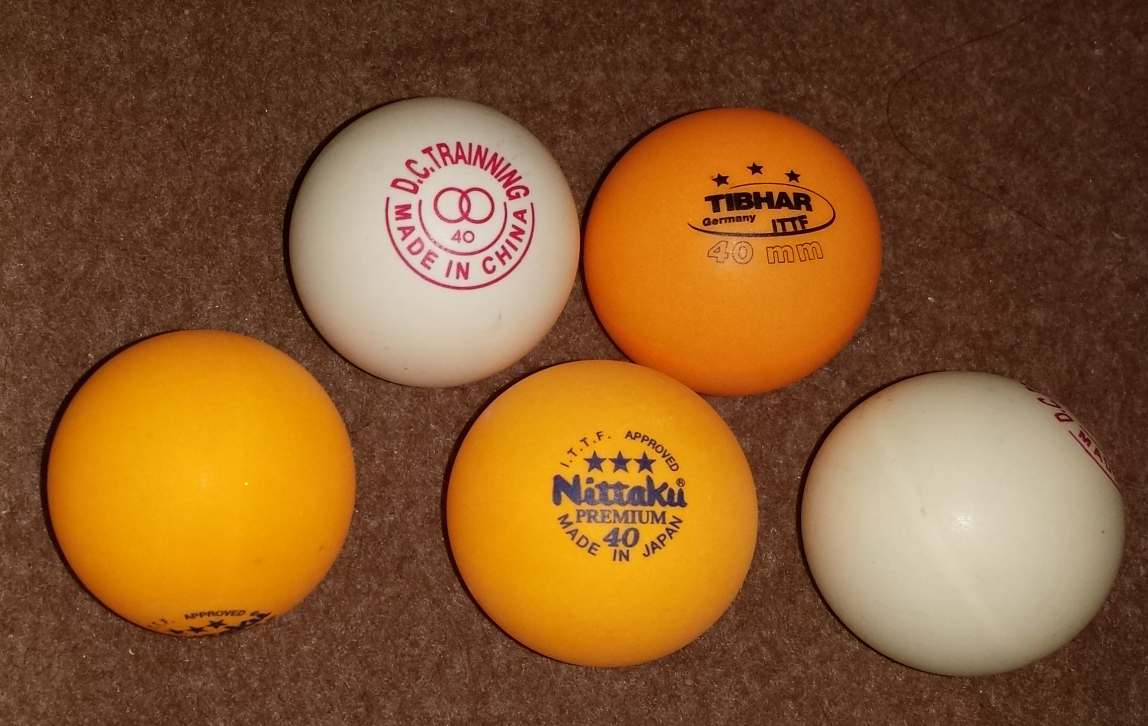
40-мм м'ячі для настільного тенісу

З тих же причин в 2012 році, після Олімпійських ігор в Лондоні, планувалося ввести нові м'ячі, однак нововведення було перенесено на 2014 рік, так як виробникам не вдалося зробити гідну заміну (нові м'ячі були нерівні і швидко ламалися). Передбачалося, що діаметр м'яча становитиме 42-44 мм, однак такий м'яч так і не був введений в гру.
6 лютого 2014 Міжнародна федерація настільного тенісу (ITTF) повідомила про прийняття нового м'яча для настільного тенісу з пластмаси замість целулоїду. Новий м'яч маркований позначенням «40+», його діаметр трохи більше 40 мм. Новий м'яч став обов'язковим для офіційних світових змагань з 1 липня 2014. Інші змагання за рішенням організаторів цих змагань можуть проводитися як з новим пластиковим м'ячем, так і з целулоїдним. Введення пластикового м'яча викликало низку протестів у спортсменів-аматорів через крихкість первинних зразків нового м'яча і їх підвищеної вартості.
Влітку 2014 з'явилися відомості про введення двоколірного, біло-помаранчевого м'яча для настільного тенісу. Вперше цей м'яч був офіційно протестований в китайській суперлізі в серпні 2014 року. У травні 2015 генеральна асамблея ITTF повинна ухвалити рішення про використанні такого м'яча на всіх офіційних змаганнях.

### Ракетка
У грі використовуються ракетки, зроблені з дерева (підстава), покритого одним або двома шарами спеціальної гуми (накладки) з обох сторін (при використанні ігрової хватки «перо» іноді одна із сторін ракетки накладки не має, в цьому випадку під час гри ця сторона використовуватися не повинна). Накладки на різних сторонах ракетки можуть бути різними й повинні відрізнятися кольором.

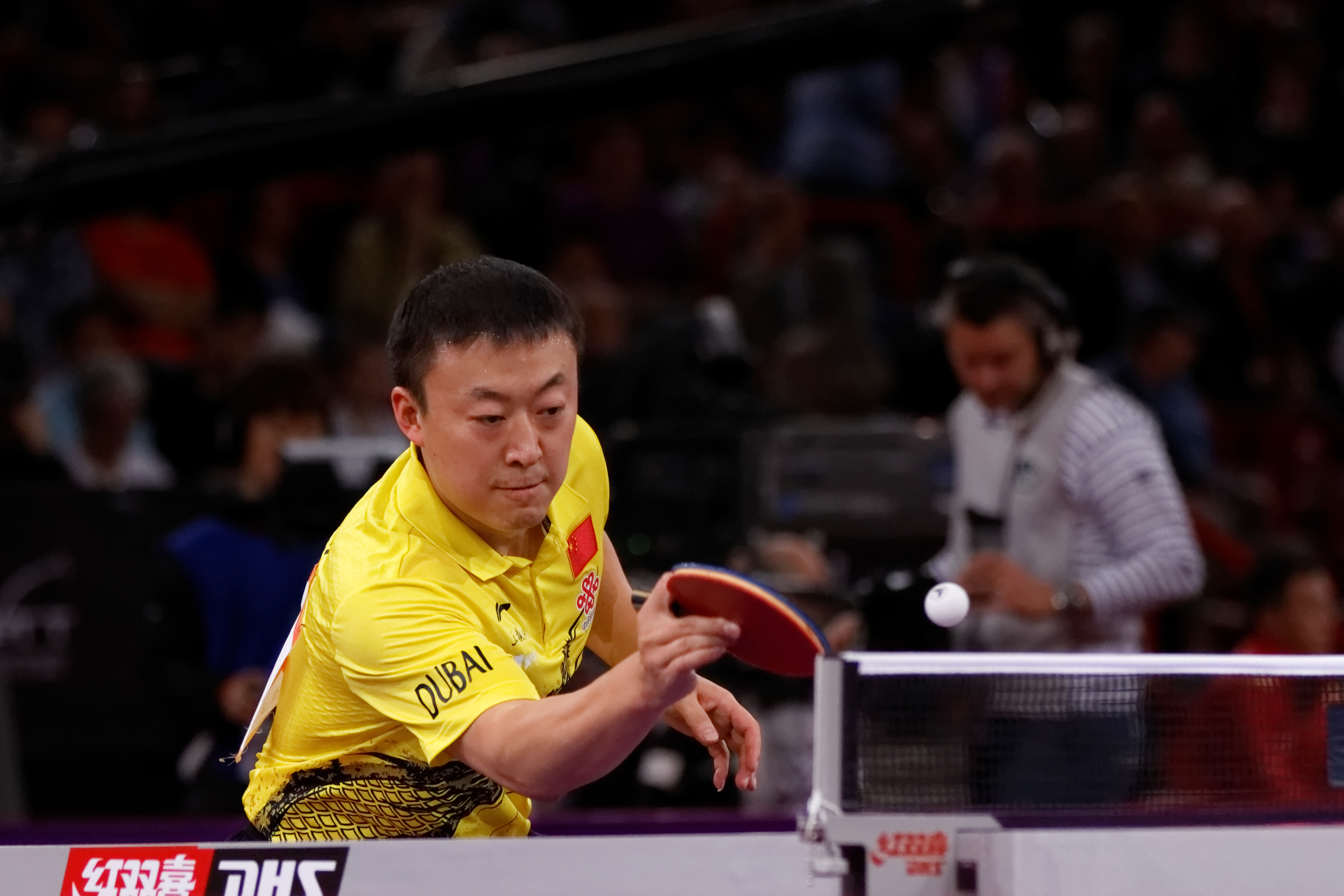
Азійська хватка пером у виконанні Ма Лінь (китайський стиль)

Підстава ракетки виготовляється з декількох шарів деревини різних порід і декількох шарів титану, карбону і інших матеріалів. Накладка зазвичай складається з двох шарів: зовнішнього з гуми (topsheet) і внутрішнього з губки (sponge). Гумовий шар може бути двох типів — шипами всередину (гладка) і шипами назовні (шипи). Губки бувають різної жорсткості і вимірюються в градусах — від 35 ° (м'які) до 47 ° (жорсткі). Іноді губку не використовують і наклеюють гуму прямо на основу.

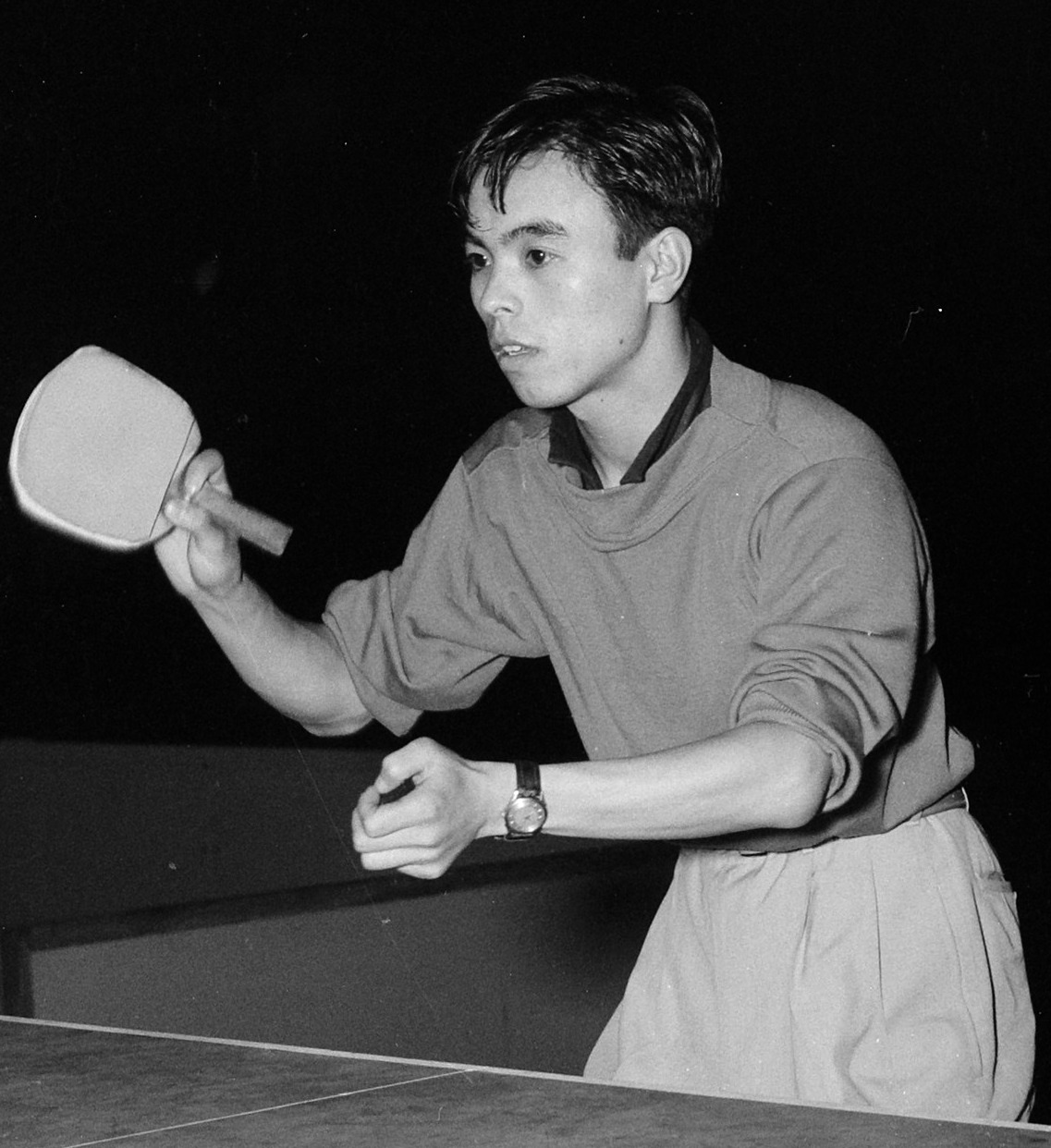
Азійська хватка пером у виконанні Ichiro Ogimura (японський стиль)

Професійні ракетки не продаються в готовому вигляді. Гравець або тренер гравця вибирають основу і накладки окремо. У спеціалізованих магазинах гума (topsheet) і губки (sponge) також можуть продаватися і збиратися окремо.

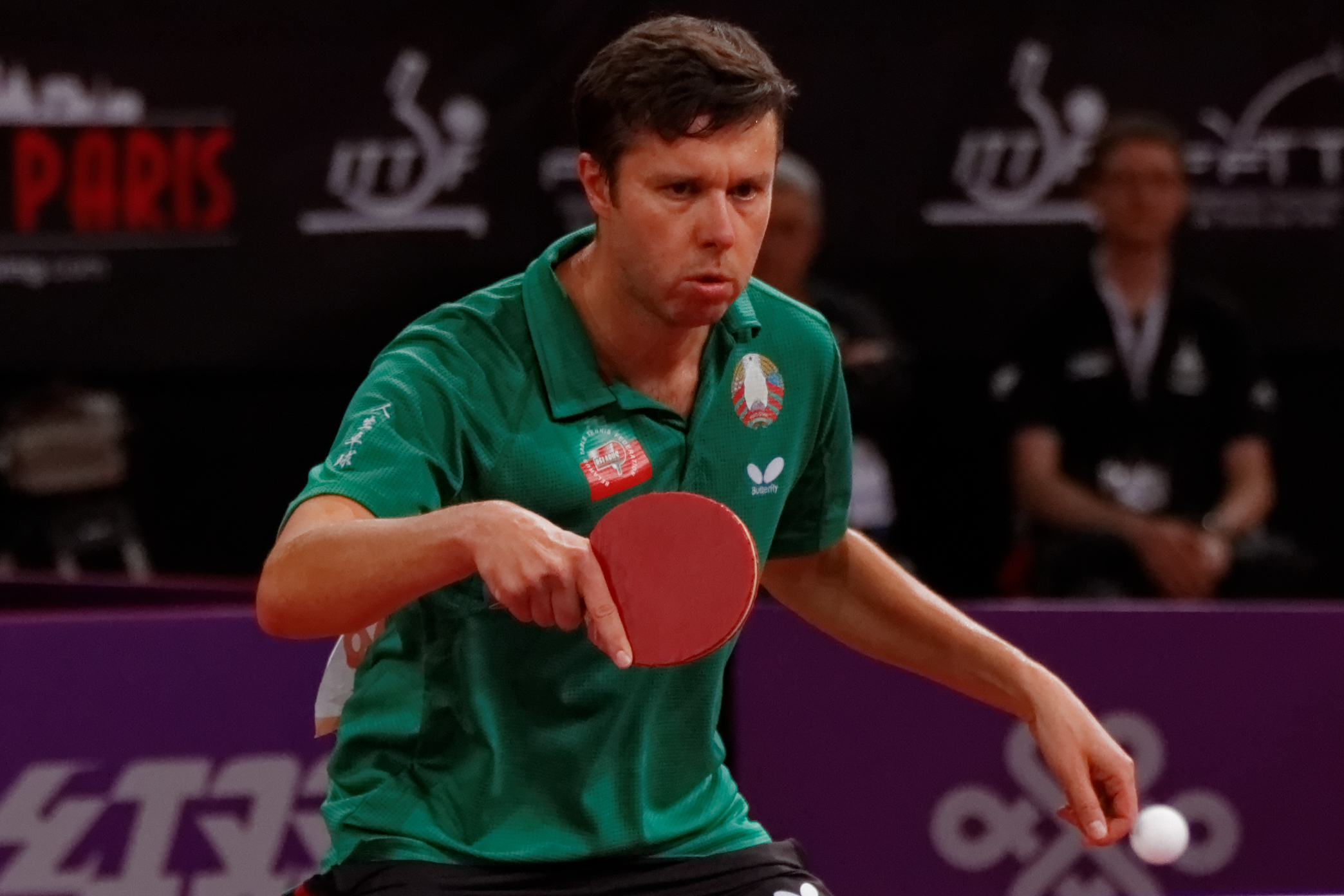
Європейська хватка ракетки у виконанні Володимира Самсонова

Згідно з правилами ITTF, підстава ракетки повинно хоча б на 85 % складатися з деревини. Також на змаганнях заборонені деякі види шипів (переважно довгі), які дозволяють власникові таких накладок ігнорувати обертання м'яча суперника.
На початку зустрічі і при зміні ракетки під час зустрічі гравець повинен показати свою ракетку супернику та судді з метою її огляду на відповідність правилам.
Спосіб, яким гравець тримає ракетку в руці, називається «хватка». Основні види хватки — це «європейська» і «азійська». Азійську хватку також називають «хваткою пером». Хватка пером у свою чергу підрозділяється на китайську і японську.

### Визначення
«Розіграш» — період часу, коли м'яч знаходиться в грі
«М'яч у грі» вважається з останнього моменту знаходження його на нерухомій долоні вільної кисті перед навмисним підкиданням його в подачі доти, поки не буде вирішено, що розіграш слід переграти або він завершений присудженням очка
«Перегра» — розіграш, результат якого не зарахований
«Очко» — розіграш, зарахований результат
«Подаючий» — гравець, який повинен першим ударити по м'ячу в розіграші
«Приймаючий» — гравець, який повинен другим ударити по м'ячу в розіграші

### Порядок гри
Партія складається з розіграшів, кожен з яких починається з подачі. Перший подає зазвичай визначається жеребом. Далі подають, чергуючись кожні дві подачі. Партія триває до досягнення одним з гравців 11 очок. У разі рівного рахунку 10:10 подача переходить до іншого гравця (команді) після кожного розіграшу доти, поки відрив не складе два очки. При парній грі при переході подачі гравець, який брав м'яч, стає подаючим, а партнер гравця, який подавав м'яч, стає приймаючим. Гру (зустріч) слід проводити до перемоги одного з гравців (команд) в більшості з певного непарного числа партій (від 3 до 7 залежно від правил змагань). Якщо під час розіграшу м'яч зачепив сітку і при цьому вдарився об половину суперника, то гра продовжується.
За старими правилами партія тривала до 21 очка, що подають, чергуючись через кожні п'ять подач, при рівності 20:20 подача переходила до іншого гравця (команді) після кожного розіграшу доти, доки відрив не складе 2 очки.

### Подача
Подача в настільному тенісі проводиться згідно з такими правилами:
- м'яч повинен бути підкинутий вертикально вгору з відкритої долоні не менше ніж на 16 см;
- з моменту відриву від долоні до зіткнення з ракеткою м'яч повинен бути обов'язково вище, ніж поверхня столу, і знаходитися за межами кінцевої лінії краю столу;Подача у виконанні Олександра Шибаєва

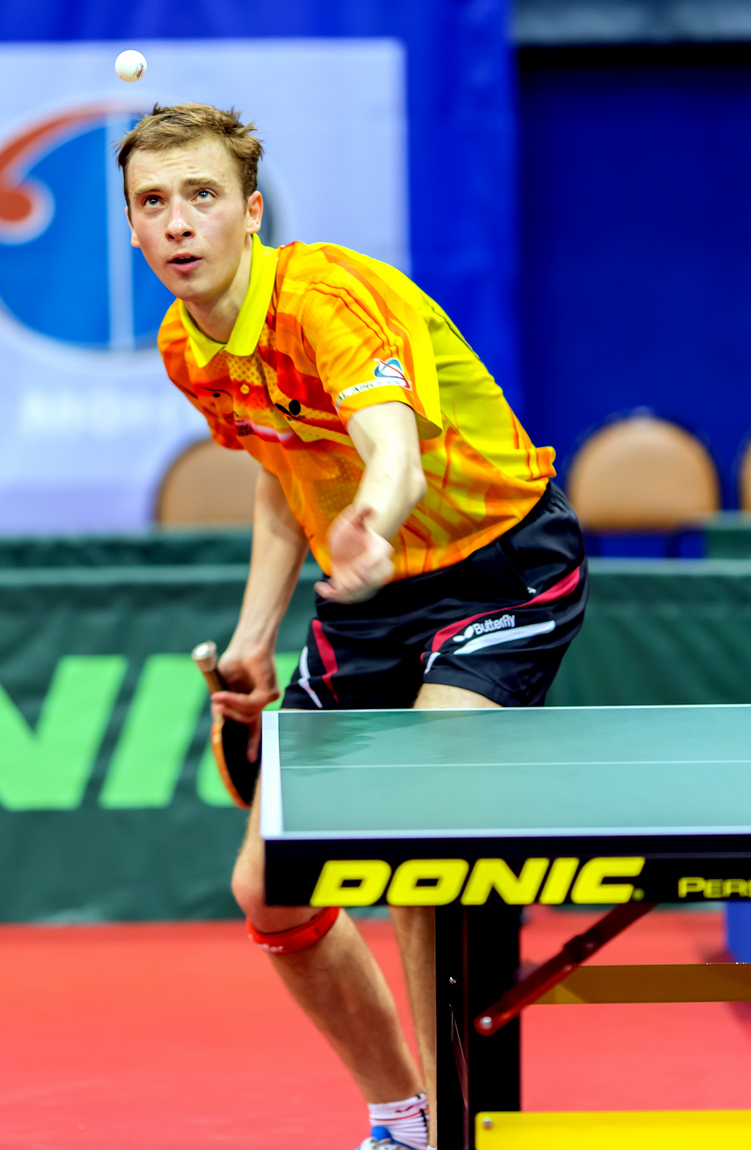
Подача у виконанні Олександра Шибаєва

- подаючий повинен вдарити по м'ячу так, щоб той вдарився один раз на його половині столу, потім пролетів над чи навколо сітки й торкнувся половини стола приймаючого, у парних іграх м'яч повинен послідовно торкнутися правої половини столу подаючого, а потім правої половини столу приймаючого, іншими словами, по діагоналі;
- подача повинна виконуватися так, щоб приймаючий (приймаючі в парній грі) та суддя ясно бачили всі фази подачі;
- не можна приховувати момент подачі рукою, в якій знаходиться ракетка, тілом або одягом;
- подача вважається поданою, як тільки м'яч відірвався від долоні подаючого.

### Переподача
Якщо м'яч зачепив при подачі сітку, але при цьому всі інші правила були дотримані, проводиться «переподача» — подаваючий повинен повторити подачу. Кількість переподач не обмежена. Також переподача може бути призначена ще в ряді випадків, визначених певними правилами.

### Повернення
Повернутий м'яч треба вдарити так, щоб він пролетів над чи навколо комплекту сітки і торкнувся половини стола суперника (відразу або після торкання комплекту сітки).

### Нарахування очок
Очки нараховуються гравцеві в наступних випадках:
- суперник не виконав правильну подачу;
- суперник не виконав правильне повернення;
- після правильно виконаної подачі або повернення м'яча той до удару суперника торкнеться чого-небудь, окрім комплекту сітки;
- м'яч пролетить над ігровою поверхнею боку столу даного гравця або за кінцеву лінію ігрової поверхні боку столу даного гравця, не торкнувшись її, після того, як суперник ударив по м'ячу;
- суперник заважає м'ячу;Суддя в настільному тенісі веде рахунок очок на змаганнях

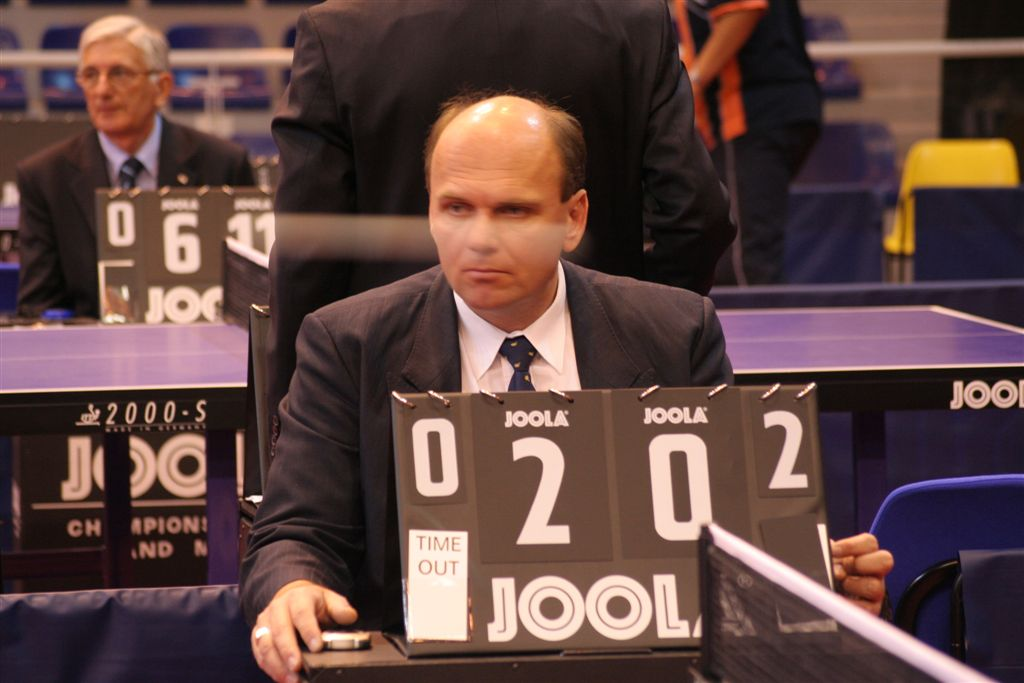
Суддя в настільному тенісі веде рахунок очок на змаганнях

- суперник навмисне торкається м'яча двічі поспіль (кисть руки, що тримає ракетку, вважається частиною ракетки, відбити м'яч цією кистю або її пальцями не рахується помилкою, крім того, якщо м'яч потрапить в кисть або в її пальці, а потім у ракетку, то це також не вважається помилкою);
- суперник б'є по м'ячу стороною ракетки, яка не призначена для гри (див. розділ «Ракетка»);
- суперник або те, що на ньому надіто, зрушить ігрову поверхню, поки м'яч в грі;
- суперник або те, що на ньому надіто, торкнеться комплекту сітки, поки м'яч в грі;
- суперник торкнеться вільною рукою ігрової поверхні;
- в парній зустрічі, хто-небудь з його суперників б'є по м'ячу не в порядку, встановленому правилами;
- як обумовлено правилом активізації гри.

Існують додаткові пункти правил для гравців в інвалідних візках.

### Парна гра
У парній грі діють наступні додаткові правила: Стіл розділений уздовж білою смугою на зони (дві з кожного боку). При подачі, м'яч повинен вдаритися в праву зону своєї половини і праву зону половини суперника (щодо подаючого і його суперника відповідно), іншими словами, м'яч повинен бути поданий по діагоналі.
Партнери повинні відбивати м'яч по черзі. Наприклад, після того, як подаваючий подав м'яч, і відбиваючий його відбив, наступний удар має бути проведений партнером подавача, а наступний — партнером приймаючого, і т. д.

## Класифікація ударів
Удар — основна атакуюча і захисна дія в грі.
Удари класифікуються залежно від величини поступальної швидкості м'яча, швидкості і напряму обертання м'яча, їх співвідношення і місця удару.